# Damnacanthus officinarum
Damnacanthus officinarum là một loài thực vật có hoa trong họ Thiến thảo. Loài này được C.C.Huang mô tả khoa học đầu tiên năm 1979.